# Évaux-les-Bains
Évaux-les-Bains település Franciaországban, Creuse megyében. Lakosainak száma 1285 fő (2022. január 1.). Évaux-les-Bains Mazirat, La Petite-Marche, Budelière, Chambon-sur-Voueize, Chambonchard, Fontanières, Sannat, Saint-Julien-la-Genête és Château-sur-Cher községekkel határos.

## Népesség
A település népességének változása:
| Lakosok száma | 1822 | 1810 | 1716 | 1564 | 1404 | 1383 | 1390 | 1328 | 1297 | 1285 |
|               | 1968 | 1982 | 1990 | 2006 | 2013 | 2015 | 2017 | 2019 | 2020 | 2022 |